# 시티 보태닉 가든스

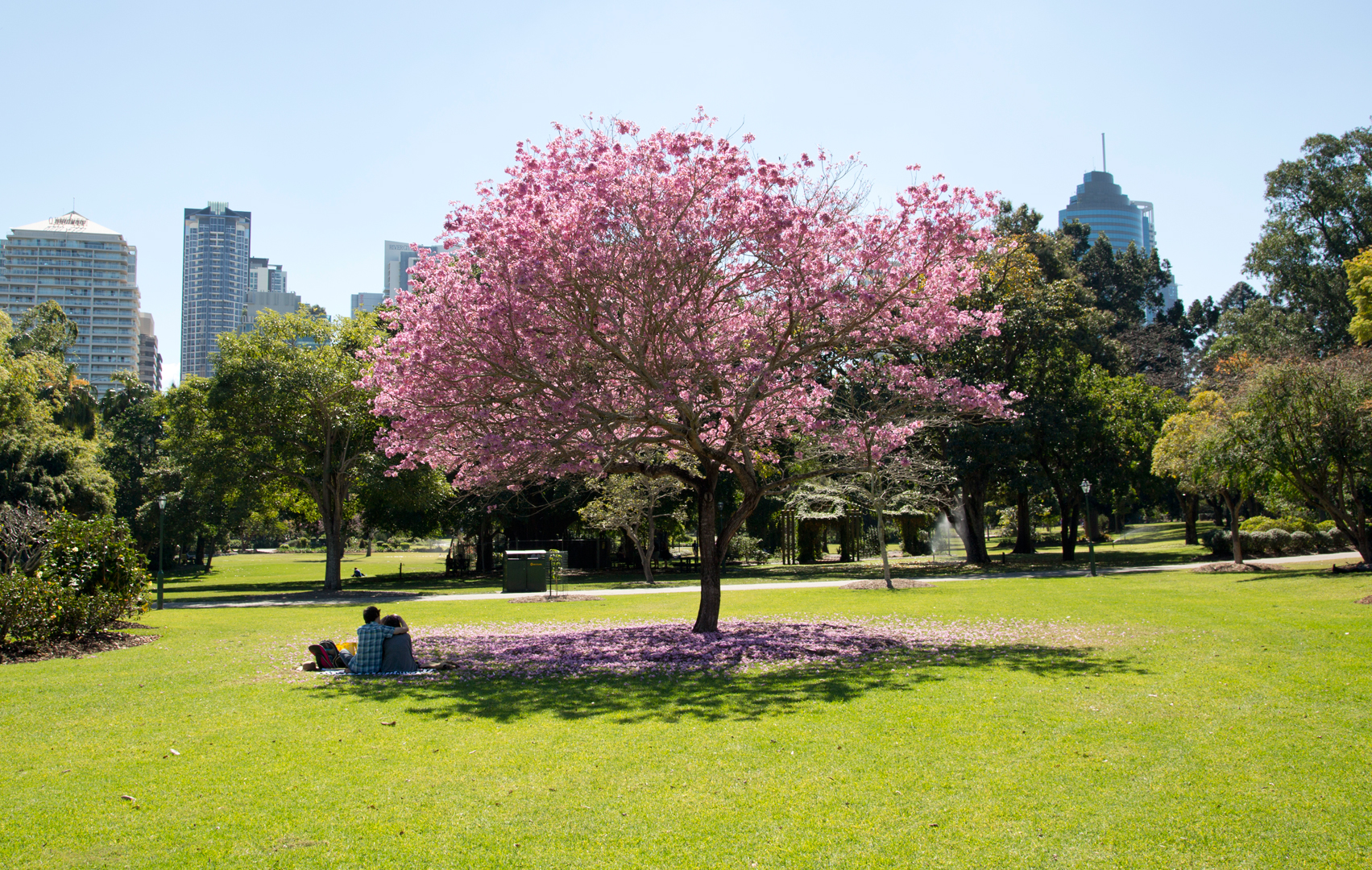
공원의 모습

시티 보태닉 가든스(영어: City Botanic Gardens)는 오스트레일리아 퀸즐랜드주 브리즈번에 위치한 식물원이자 공원이다. 브리즈번 CBD의 가든스포인트에 위치한다. 브리즈번 강, 앨리스 가, 조지 가, 퀸즐랜드 의사당, 퀸즐랜드 공과대학교 (QUT)의 가든스포인트 캠퍼스와 경계를 이룬다.